# Jazz Roads
Jazz Roads è un album di Enrico Pieranunzi, pubblicato dalla CAM Records nel 1983.

## Tracce
Lato A
1. Entropy – 4:30 (Enrico Pieranunzi)
2. Monologue 1 / Country Sketch – 1:27 (Enrico Pieranunzi)
3. New Lands – 5:02 (Enrico Pieranunzi)
4. Monologue 2 / Introspection – 1:59 (Enrico Pieranunzi)
5. One for Oscar – 1:45 (Enrico Pieranunzi)
6. The Seagull – 3:15 (Enrico Pieranunzi)

Lato B
1. From E. to C. – 7:05 (Enrico Pieranunzi)
2. Monologue 3 / Answers – 1:32 (Enrico Pieranunzi)
3. Blues for B. – 2:20 (Enrico Pieranunzi)
4. Monologue 4 / Tout Court – 0:45 (Enrico Pieranunzi)
5. The Dawn – 6:19 (Enrico Pieranunzi)

Edizione CD del 2002, pubblicato dalla C.A.M. Jazz Records (CAMJ 7752-2)
1. Entropy – 4:32 (Enrico Pieranunzi)
2. Monologue 1 / Country Sketch – 1:26 (Enrico Pieranunzi)
3. New Lands – 5:01 (Enrico Pieranunzi)
4. Monologue 2 / Introspection – 2:00 (Enrico Pieranunzi)
5. One for Oscar – 1:46 (Enrico Pieranunzi)
6. The Seagull – 3:13 (Enrico Pieranunzi)
7. From E. to C. – 7:06 (Enrico Pieranunzi)
8. Monologue 3 / Answers – 1:32 (Enrico Pieranunzi)
9. Blues for B. – 2:20 (Enrico Pieranunzi)
10. Monologue 4 / Tout Court – 0:42 (Enrico Pieranunzi)
11. The Dawn – 6:20 (Enrico Pieranunzi)
12. From E. to C. – 7:15 (Enrico Pieranunzi) – Bonus Track

## Musicisti
Brano A1
- Enrico Pieranunzi - pianoforte
- Birch Johnson - trombone
- Riccardo Del Fra - contrabbasso
- Roberto Gatto - batteria

Brano A2
- Enrico Pieranunzi - pianoforte

Brano A3
- Enrico Pieranunzi - pianoforte
- Riccardo Del Fra - contrabbasso
- Giampaolo Ascolese - batteria

Brano A4
- Enrico Pieranunzi - pianoforte

Brano A5
- Enrico Pieranunzi - pianoforte
- Riccardo Del Fra - contrabbasso
- Giampaolo Ascolese - batteria

Brano B1
- Enrico Pieranunzi - pianoforte
- Birch Johnson - trombone
- Riccardo Del Fra - contrabbasso
- Roberto Gatto - batteria

Brano B2
- Enrico Pieranunzi - pianoforte

Brano B3
- Enrico Pieranunzi - pianoforte
- Riccardo Del Fra - contrabbasso
- Giampaolo Ascolese - batteria

Brano B4
- Enrico Pieranunzi - pianoforte

Brano B5
- Enrico Pieranunzi - pianoforte, tastiere

Brano 12 (brano bonus del CD)
- Enrico Pieranunzi - pianoforte
- Marc Johnson - basso acustico
- Joey Baron - batteria

Note aggiuntive
- Registrazioni effettuate il 31 ottobre e 26-27 novembre 1980 al CAM Studios di Roma (Italia)
- Mario Cirulli - ingegnere delle registrazioni
- Massimo Perelli - fotografie
- Il brano From E. to C. fu registrato nel febbraio del 2001 al Sonic Recording Studio di Roma
- Goffredo Gibellini - ingegnere delle registrazioni (brano: From E. to C.)
- Brano From E. to C. mixato al Start Studio di Roma da Eugenio Vatta[2]